# Caradrina tangens
Caradrina tangens är en fjärilsart som beskrevs av Lucas 1960. Caradrina tangens ingår i släktet Caradrina och familjen nattflyn. Inga underarter finns listade i Catalogue of Life.